# Coniopteryx (Coniopteryx) hoelzeli
Coniopteryx (Coniopteryx) hoelzeli is een insect uit de familie van de dwerggaasvliegen (Coniopterygidae), die tot de orde netvleugeligen (Neuroptera) behoort. 
Coniopteryx (Coniopteryx) hoelzeli is voor het eerst wetenschappelijk beschreven door H. Aspöck in 1964.